# Francesco Casisa (calciatore)
Francesco Casisa (Monreale, 27 marzo 1943 – Terni, 18 febbraio 2014) è stato un calciatore e allenatore di calcio italiano, di ruolo centrocampista.

## Carriera
Ha giocato una gara in Serie A con la maglia del Palermo nella stagione 1961-1962: si tratta della vittoria casalinga per 1-0 contro il Venezia del 24 settembre 1961.
Nel novembre 1969 si trasferisce alla Lazio, con cui disputa altre 5 gare in massima serie.
Ha inoltre totalizzato 85 presenze e 3 reti in Serie B, con le maglie di Bari, Ternana e Casertana, concludendo la carriera nel Trapani.
È scomparso all'età di settantun'anni a Terni, città dov'era tornato a vivere dopo aver appeso le scarpette al chiodo.